# Vis-à-vis

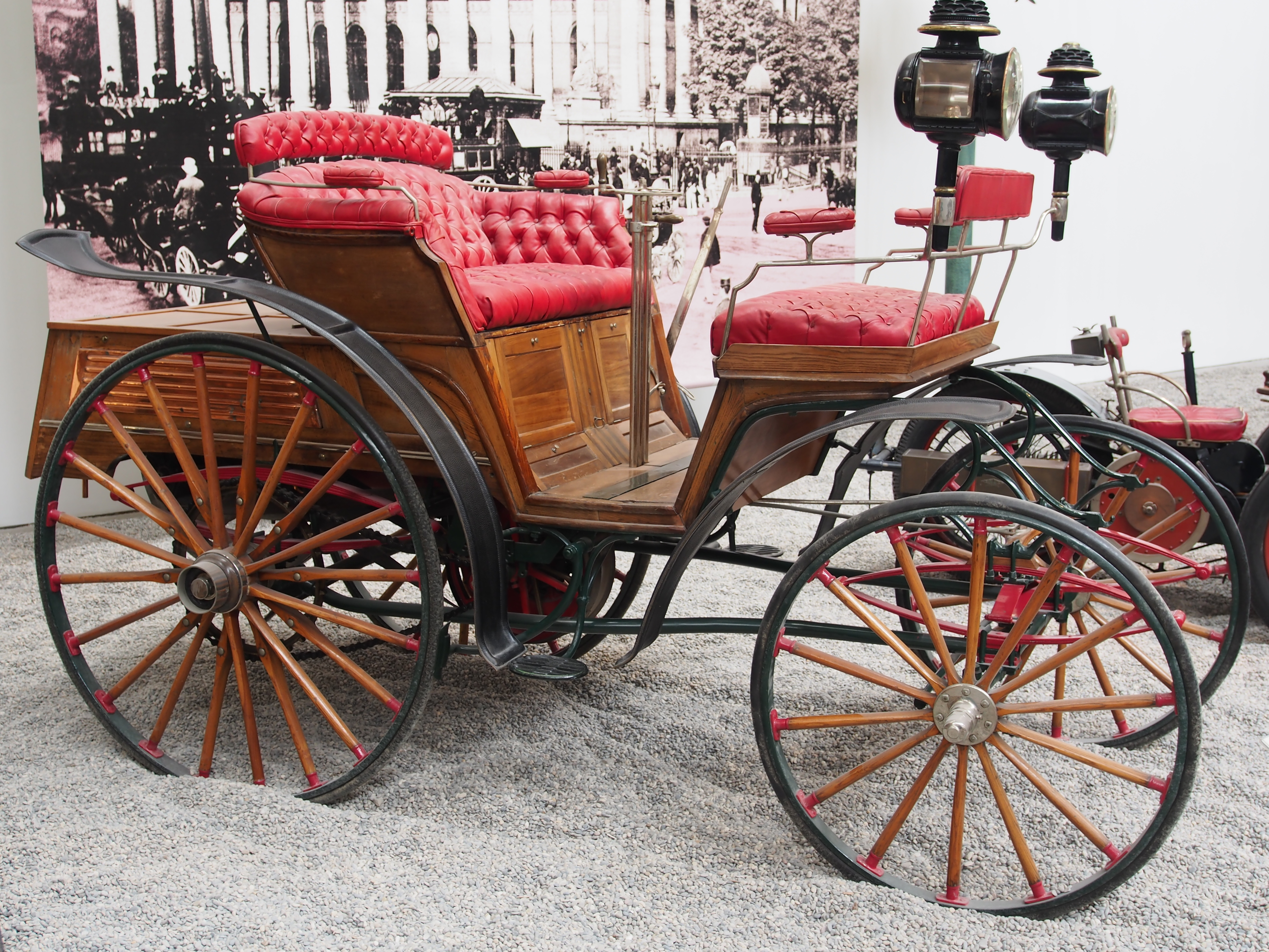
Een Benz Vis-à-Vis, een goed voorbeeld van een Vis-à-vis

Vis-à-vis (Frans voor "gezicht naar gezicht") is een opstelling van stoelen of banken tegenover elkaar, in een voertuig.
Bij lange voertuigen zoals in het openbaar vervoer staan de banken of stoelen om en om naar voren en naar achteren. Tussen de rug-aan-rug staande banken of stoelen is soms plaats voor bagage. Soms is binnen één rijtuig/compartiment/tram/bus de opstelling voor een deel vis-à-vis, en voor een deel achter elkaar (coach-opstelling).
Bij een koets heeft het passagiersgedeelte vaak één bank naar voren en daar tegenover één naar achteren gericht.
Er zijn ook oude auto's met vis-à-vis carrosserievorm, waarbij de passagiers tegenover de bestuurder en bijrijder zitten.